# Кордюм Віталій Арнольдович
Віталій Арнольдович Кордюм (*31 липня 1931, Київ, Українська РСР, СРСР) — український медичний генетик, доктор біологічних наук, професор, член-кореспондент Національної академії наук України, академік Академії медичних наук України, лауреат Державної премії України (1979) в галузі науки і техніки за цикл робіт з космічної біології. Завідувач відділу регуляторних механізмів клітини Інституту молекулярної біології і генетики НАН України. Автор понад 300 наукових праць, має 41 патент на винаходи.

## Життєпис
Народився в родині українського актора та кінорежисера Арнольда Кордюма.
Закінчив Київський національний університет імені Тараса Шевченка. В 1955 став членом КПРС. Того ж року вступив до аспірантури біологічного факультету, згодом став співробітником Інституту мікробіології і вірусології імені Д. К. Заболотного. Під час роботи в інституті послідовно розробляв новітні напрямки, такі як повітряна мікробіологія, мікробіологічні проблеми закритих екосистем, космічна біологія, вивчення біологічної дії екзогенних нуклеїнових кислот, що послужило фундаментом генної інженерії. Результатом цих досліджень стало усвідомлення необхідності зміни концепції замкнених екологічних систем для забезпечення існування людини в космічному просторі. Експерименти підтвердили, що доцільніше створювати не замкнуті системи, а частково замкнуті.
Кордюм також вивчав вплив екзогенної РНК на генетичну систему прокаріотів та їх еволюцію. Результати цих досліджень були узагальнені в монографії «Біосфера та еволюція», в якій була запропонована інформаційна концепція еволюційного процесу. Основоположна ідея цієї концепції в тому, що провідним фактором еволюції є горизонтальне перенесення генів.

## Родина
Дружина — Кордюм Єлизавета Львівна (1932—2024), вчений клітинний біолог і астробіолог, член-кореспондент Національної академії наук України, завідувач відділу клітинної біології та анатомії Інституту ботаніки НАН України.

## Книги
- Кордюм В. А. Эволюция и биосфера. — К.: Наукова думка, 1982. — 264 с.
- Кордюм В. А. Наша шагреневая кожа — это наша проблема. Нам ее решать. Он-лайн книга.